# کارلو هینترمن
کارلو هینترمن (به انگلیسی: Carlo Hintermann) (زاده ۲ آوریل ۱۹۲۳-درگذشته ۷ ژانویه ۱۹۸۸) بازیگر ایتالیایی بود.
از فیلم‌های معروف او می‌توان به بازی در صلیبیون توانا و مرگ جنسیت ندارد اشاره کرد.